# Get Yer Body Next ta Mine
Get Yer Body Next ta Mine is het tweede studioalbum van de Amerikaanse garagerockband Coachwhips. Het album werd op cd uitgebracht op 11 februari 2002. In 2014 werd een heruitgave uitgebracht op vinyl en cassette. Ook kwam het album beschikbaar via streaming media.

## Ontvangst
Volgens Alex Henderson van AllMusic was de band geïnspireerd door muziek van verschillende perioden. Hij hoorde er de jaren 60 garagerock van The Kinks in terug, maar ook het rauwe van punk en alternatieve rock van de jaren 80 en 90. Henderson merkte op dat de sterk verstoorde zang van frontman John Dwyer haast onhoorbaar gemixt is, iets waar de band bekend om stond. Hij benoemde het gebrek aan variatie als een minpuntje. In zijn recensie van de heruitgave vond Jason Heller van Pitchfork dat de band een zelfverzekerdheid had gevonden in de maanden tussen debuutalbum Hands on the Controls (2002) en Get Yer Body Next ta Mine. Ook Matthew Fiander van PopMatters hoorde een verandering die hij omschreef als "een sprong vooruit, niet een geboorte maar een groei."

## Tracklist
| 1.                 | I Put It In, Way Down South          | 1:47 |
| 2.                 | 1000 Years                           | 2:13 |
| 3.                 | Like Food, It Feeds                  | 2:29 |
| 4.                 | Tonight's the Night                  | 1:17 |
| 5.                 | Just One Time                        | 1:52 |
| 6.                 | Manner in Which the Girl Was Treated | 1:09 |
| 7.                 | Ufo, Please Take Her Home            | 3:02 |
| 8.                 | Hey Stiffie                          | 1:24 |
| 9.                 | Couldn't Find Love                   | 1:37 |
| 10.                | Nife Fight                           | 1:52 |
| 11.                | My Baby, I Killed Her                | 1:14 |
| 12.                | Yes, I'm Down                        | 2:00 |
| 13.                | Other Man                            | 1:32 |
| 14.                | Get Yer Body Next ta Mine            | 4:29 |
| Totale duur: 27:59 |                                      |      |

- MusicBrainz release group: a48d2b3f-10f0-36b5-bb95-23ef028fc838